# Rejon biełowski (obwód kurski)
Rejon biełowski (ros. Беловский район) – jednostka administracyjna wchodząca w skład obwodu kurskiego w Rosji.
Centrum administracyjnym rejonu jest słoboda Biełaja.

## Geografia
Powierzchnia rejonu wynosi 950,63 km², co stanowi 3,2 proc. obwodu.
Graniczy z rejonami: sudżańskim, bolszesołdatskim i obojańskim (obwód kurski) oraz z obwodami: biełgorodzkim i sumskim (Ukraina).
Główne rzeki to: Psioł i Ilok.

## Historia
Rejon powstał w roku 1928.
W 1963 roku rejon został zlikwidowany, ale dwa lata później został przywrócony.

## Demografia
W 2018 rejon zamieszkiwało 15 369 mieszkańców (wyłącznie na terenach wiejskich).

## Miejscowości
W skład rejonu wchodzi 14 sielsowietów (do 2010 było ich 18 – reorganizacja nie pociągnęła za sobą zmian granic jednostek) i 51 wiejskich miejscowości.
| Sielsowiet    | Centrum administracyjne | Pozostałe miejscowości                                     |
| ------------- | ----------------------- | ---------------------------------------------------------- |
| Bieliczański  | Bielica                 | Sosnowyj Bor, Suchodoł                                     |
| Biełowski     | Biełaja                 | Ganżowka, Łoszakowka, Pieńskij, Podoł, Sindiejewka         |
| Bobrawski     | Bobrawa                 | Goczewo, Iwanowskij, Strigosły                             |
| Wiszniewski   | Wiszniewo               | Bachmutiec, Pierwomajskij                                  |
| Girjański     | Girji                   | Kamysznoje, Krupiec, Piesczańskij                          |
| Dołgobudski   | Dołgije Budy            | Kriwickije Budy, Nowosiołowka, Czernieckij                 |
| Ilkowski      | Ilok                    | Zołotariowka, Malcewka, Marjin, Mokruszino, Nowoiwanowskij |
| Kommunarowski | Kommunar                | Pieriewierziewka, Swierdłowskij, Pietrowy Budy             |
| Kondratowski  | Ozierki                 | Goptarowka, Zabużewka, Kondratowka, Kuczerow, Miłajewka    |
| Koroczański   | Koroczka                | Dołgij Kołodieź, Słobodka Koroczka                         |
| Małosołdatski | Małoje Sołdatskoje      | Rulitino                                                   |
| Pieński       | Pieny                   | Kuroczkino                                                 |
| Piesczański   | Piesczanoje             | -                                                          |
| Szczegolański | Szczegolоk              | Znamieńskoje, Chotież Kołodieź                             |